# Einar Ralf
Einar Christian Ralf, född den 24 juli 1888 i Malmö Sankt Pauli församling i dåvarande Malmöhus län, död den 27 september 1971 i Högalids församling i Stockholm, var en svensk sångare (tenor), kompositör, dirigent och arrangör.

## Biografi
Einar Ralf var son till orgelbyggaren Hans Petersson Ralf och Hilda Granquist samt bror till operasångarna Oscar och Torsten Ralf. Han var kantor i Katarina kyrka i Stockholm från 1921, lärare i kördirigering och sång vid Musikkonservatoriet i Stockholm och direktor för Musikhögskolan 1940–1954. Han utnämndes till professor 1940. Einar Ralf var dirigent för Stockholms studentsångare under 50 år (1917–1967), samt dirigent för Radiokören från 1939 till 1952 då Eric Ericson tog över. Einar Ralf var också Svenska Sångarförbundets förbundsdirigent.
Ralf har genom översättning ur Carmina Burana skrivit den svenska texten till Kom du ljuva hjärtevän, vars melodi är komponerad av Adam de la Halle.
Ralf var kommendör av Kungl. Nordstjärneorden sedan 1954 (riddare 1943) och riddare av Kungl. Vasaorden sedan 1924.  Han erhöll guldmedaljen Litteris et Artibus 1930.
Einar Ralf gifte sig 1917 med Anna-Beth Dahl (1894–1984), dotter till landsfiskalen Alfred Dahl och Anna Pontén (av prästsläkten Pontén från Småland). De fick tre barn: grossisten Elisabeth Ralf (1918–2017), informationschefen Klas Ralf (1920–2018) och arkitekten Eva Ralf (1923–2007).

## Priser och utmärkelser
- 1930 – Litteris et Artibus
- 1937 – Ledamot nr 617 av Kungliga Musikaliska Akademien[5]
- 1960 – Filosofie hedersdoktor vid Stockholms universitet
- 1965 – Medaljen för tonkonstens främjande

### Fotnoter
1. 1 2  Einar C Ralf, Svenskt biografiskt lexikon, Svenskt Biografiskt Lexikon-ID: 7506, läs online.[källa från Wikidata]
2. ↑  Sveriges Dödbok 1901–2009, DVD-ROM, Version 5.00, Sveriges Släktforskarförbund (2010).
3. ↑  Adam de la Halle; Lundvik H., Schreiber Carl, Ralf Einar (2001). Kom du ljuva hjärtevän. Libris 3371204
4. ↑  Klas Ralf i Vem är det 1993
5. ↑  Gustaf Hilleström: Kungl. Musikaliska Akademien, Matrikel 1771–1971